# Chirp
Un chirp è un segnale nel quale la frequenza varia linearmente con il tempo, crescendo (up-chirp) o decrescendo (down-chirp). Trova numerose applicazioni nei radar, nei sonar, nelle comunicazioni a spettro espanso ed in alcuni tipi di laser.

## Espressione analitica

Rappresentazione grafica di

Un chirp è un segnale modulato di frequenza in cui la frequenza istantanea varia linearmente con il tempo:
{\displaystyle f(t)=f_{0}\pm {\frac {k}{2\pi }}t=f_{0}\pm {\frac {\Delta f}{T}}t}
in cui vale la relazione
{\displaystyle k={\frac {2\pi \Delta f}{T}}}.
Poiché quindi
{\displaystyle {\begin{aligned}\cos \left(2\pi \int _{0}^{t}f(t')\,dt'\right)&=\cos \left(2\pi \int _{0}^{t}(f_{0}\pm {\frac {k}{2\pi }}t')\,dt'\right)\\&=\cos \left(2\pi f_{0}t\pm {\frac {k}{2}}t^{2}\right)\end{aligned}}}
il segnale, supposto impulsato, assume la forma:
{\displaystyle x(t)=\cos \left(2\pi f_{0}t\pm {\frac {k}{2}}t^{2}\right)\operatorname {rect\,} _{T}\left(t\right)={\begin{cases}\cos \left(2\pi f_{0}t\pm {\frac {k}{2}}t^{2}\right)&|t|\leq {\frac {T}{2}}\\0&|t|>{\frac {T}{2}}\end{cases}}}
con il segno + per il segnale up-chirp (in cui cioè la frequenza aumenta linearmente) ed il segno - per il down-chirp (in cui cioè la frequenza decresce linearmente).
Il segnale analitico in banda base di un chirp può allora essere espresso come
{\displaystyle {\underline {x}}(t)=e^{\pm j{\frac {k}{2}}t^{2}}\operatorname {rect\,} _{T}\left(t\right)}

## Origine del termine
Il termine "chirp" deriva dall'inglese ed indica un suono corto e acuto, come quello emesso da un insetto o da un uccello. Riproducendo il segnale chirp in onde acustiche, infatti, si ottiene una sorta di fischio che, ad esempio nel caso up-chirp, diventa più acuto con il crescere del tempo, ricordando il verso di un uccello o di un insetto.